# 紡錘白甲魚
紡錘白甲魚（学名：[Onychostoma fusiforme] 错误：{{Lang}}：文本有斜体标记（帮助））為輻鰭魚綱鯉形目鲤科白甲魚屬的其中一種。其种加词“fusiforme”意为“纺锤型的”、“梭型的”。分布於亞洲寮國及中國雲南省湄公河流域，背鰭軟條12枚、臀鰭軟條8枚，體長可達23公分，棲息在水流清澈且湍急的河川底中層水域，生活習性不明。